# Pekasiran
Pekasiran is een bestuurslaag in het regentschap Banjarnegara van de provincie Midden-Java, Indonesië. Pekasiran telt 4719 inwoners (volkstelling 2010).